# Collegio di Streatham and Croydon North
Streatham and Croydon North è un collegio elettorale inglese situato nella Grande Londra, e rappresentato alla Camera dei Comuni del Parlamento del Regno Unito. Elegge un membro del Parlamento con il sistema first-past-the-post, ossia maggioritario a turno unico; l'attuale parlamentare è Steve Reed del Partito Laburista e Co-Operativo, che rappresenta il collegio dal 2024.

## Estensione
Il collegio è costituito dai seguenti ward:
- nel borgo londinese di Croydon: Crystal Palace and Upper Norwood, Norbury and Pollards Hill, Norbury Park e Thornton Heath;
- nel borgo londinese di Lambeth: Clapham Park; St Martin's; Streatham Common and Vale; Streatham Hill East; Streatham Hill West and Thornton; Streatham St Leonard's e Streatham Wells.[1]

## Membri del Parlamento
| Elezione | Elezione | Deputato   | Partito         |
| -------- | -------- | ---------- | --------------- |
|          | 2024     | Steve Reed | Laburista Co-Op |

## Elezioni

### Elezioni negli anni 2020
| Partito                    | Partito                                            | Candidato                  | Risultati 4 luglio 2024 | Risultati 4 luglio 2024 |
| Partito                    | Partito                                            | Candidato                  | Voti                    | %                       |
| -------------------------- | -------------------------------------------------- | -------------------------- | ----------------------- | ----------------------- |
|                            | Laburista Co-Op                                    | Steve Reed                 | 23 232                  | 52,14                   |
|                            | Verdi                                              | Scott Ainslie              | 7 629                   | 17,12                   |
|                            | Conservatore                                       | Anthony Boutall            | 5 328                   | 11,96                   |
|                            | Lib Dem                                            | Claire Bonham              | 5 031                   | 11,29                   |
|                            | Reform UK                                          | Philip Watson              | 1 994                   | 4,48                    |
|                            | Workers                                            | Mohammad Sherwani          | 910                     | 2,04                    |
|                            | Popoli Cristiani                                   | Magdaline Nzekwue          | 290                     | 0,65                    |
|                            | Social Democratico                                 | Myles Owen                 | 139                     | 0,31                    |
|                            |                                                    |                            |                         |                         |
| Iscritti                   | Iscritti                                           | Iscritti                   | 76 966                  | 100,00                  |
| ↳ Votanti (% su iscritti)  | ↳ Votanti (% su iscritti)                          | ↳ Votanti (% su iscritti)  | 44 559                  | 57,89                   |
| ↳ Astenuti (% su iscritti) | ↳ Astenuti (% su iscritti)                         | ↳ Astenuti (% su iscritti) | 32 407                  | 42,11                   |
|                            |                                                    |                            |                         |                         |
|                            | Esito: collegio a Laburista Co-Op (nuovo collegio) |                            |                         |                         |